# À ce soir
Pour plus de détails, voir Fiche technique et Distribution.
À ce soir est un film français réalisé par Laure Duthilleul et sorti en 2004.

## Synopsis
Les quatre jours qui suivent la mort d'un médecin d'une petite ville, vus à travers les yeux de sa femme, infirmière.

## Fiche technique
- Titre anglais : Nelly
- Réalisation : Laure Duthilleul
- Scénario : Laure Duthilleul, Jean-Pol Fargeau, Pierre-Erwan Guillaume
- Productrice : Denise Petitdidier
- Image : Christophe Offenstein
- Musique : Franck II Louise
- Montage : Catherine Quesemand
- Durée : 99 minutes
- Dates de sortie :
  - 15 mai 2004 (Festival de Cannes)
  - 9 octobre 2004 (Festival international du film de Chicago)
  - 1er juillet 2005 (Paris)
  - 14 septembre 2005 ( France)

## Distribution
- Sophie Marceau : Nelly
- Sébastien Derlich : Manuel, le mari défunt de Nelly
- Antoine Chappey : José
- Fabio Zenoni  : Serge
- Gérald Laroche : René
- Pôme Auzier : Jeanne
- Jonas Capelier : Pedro
- Louis Lubat : Étienne
- Clotilde Hesme : Mathilde
- Bernard Lubat : l'accordéoniste lors de la soirée où l'on voit Nelly et Manuel danser

## Distinctions
Le film a été présenté au Festival de Cannes 2004 dans la sélection officielle Un certain regard